# Никольский собор (Харбин)
Николаевский собор — утраченный деревянный православный храм в Харбине (Китай), располагавшийся в центре Соборной площади, в верхней части района Наньгань — на высшей точке города. Один из главных символов Русского Харбина.
С 1922 года был кафедральным собором Харбинско-Маньчжурской епархии, которая до 1945 года находилась в составе Русской православной церкви за рубежом, затем Восточно-Азиатского экзархата Московского Патриархата, а с 1957 по 1966 год — Китайской православной церкви. 23-24 августа 1966 года собор был разрушен хунвейбинами.

## История
Прибывший в феврале 1898 года на месте строительства будущего Харбина иерей Александр Журавский основал первый православный приход, который расположился сначала в заброшенной фанзе, а с наступлением холодов — в специально построенном бараке. Однако маленькая домовая церковь в барачном доме не могла удовлетворять нуждам строящегося города.
11 июня 1899 года в Харбин поступила следующая депеша Правления Общества КВЖД: «Главному инженеру Юговичу. Правление присоединяется к Вашему предложению заложить храм во имя св. Николая, относительно благословения сегодня сделано сношение с Протопресвитером». На следующий день Протопресвитер Александр Желобовский разрешил закладку в посёлке Сунгари (так пока ещё назывался будущий Харбин) деревянного Свято-Николаевского храма по Высочайше одобренному проекту. Проект был разработан в Санкт-Петербурге архитектором Общества КВЖД Иосифом Падлевским.
Для храма выбрали прекрасное место на площади в центре Нового Города, в точке пересечения двух магистралей: Большого проспекта и Хорватовского проспекта, ведущего от вокзала в Старый Харбин. Такое расположение сделало храм архитектурной доминантой города, а вскоре, благодаря изумительным очертаниям, — главным символом Харбина. Архипастырское благословение на сооружение храма, а также антиминс для него из Владивостока прислал епископ Евсевий (Никольский).
Торжественная закладка храма состоялась 1 октября 1899 года в праздник Покрова Пресвятой Богородицы. Для качественного исполнения строительных работ использовалась отборная древесина. По некоторым данным древесина по специальному заказу поставлялась из Канады, о чём якобы в последующие годы свидетельствовала маркировка на срезах брёвен. Проект в стиле русских шатровых храмов был выполнен архитектором Иосифом Подлевским. За точным соблюдением проекта на месте наблюдал харбинский инженер Алексей Клементиевич Левтеев.

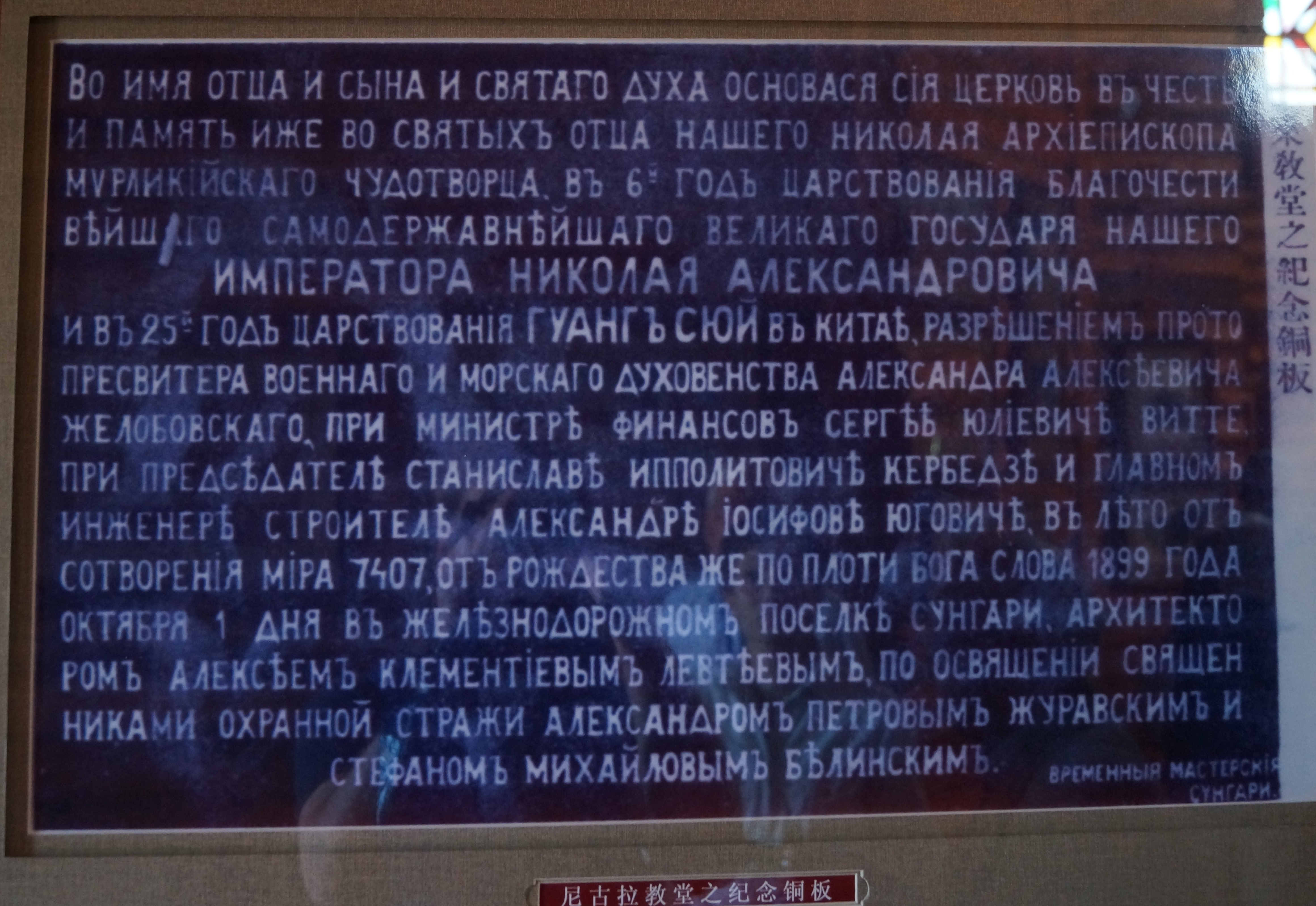
Памятная доска из первого Никольского собора. Установлена в воссозданном соборе в Усадьбе «Волга».

К концу весны 1900 года постройка храма значительно продвинулась, однако строительство пришлось остановить из-за вспыхнувшего восстания ихэтуаней. В Маньчжурии ихэтуани начали крушить готовые и строящиеся участки КВЖД, поджигать и грабить пристанционные посёлки. В июле они подступили к Харбину. Срочно готовилась эвакуация, были приняты меры к вооружённой самообороне. К защите города были привлечены штатные формирования Охранной стражи при участии многочисленных добровольцев. Российское правительство до определённого момента воздерживалось от активных действий. Когда же ихэтуани подошли к Амуру и начали с китайского берега реки обстрел русского города Благовещенска, в Маньчжурию были направлены войска. В коалиции с несколькими западными державами в сравнительно короткий период времени восстание ихэтуаней удалось подавить.
Со снятием осады возобновилось строительство Новогороднего храма, для которого из России выписали утварь, иконостас и иконостасные иконы. Торжественное освящение Николаевского храма состоялось 18 декабря 1900 года. В нём участвовали все священники Маньчжурии: Александр Журавский, Стефан Белинский и Иаков Матковский.
Первоначально церковь значилась как «пограничная», с 1903 года — железнодорожная (КВЖД), а указом Святейшего Синода от 29 февраля 1908 года была преобразована в собор.
Внутреннее пространство храма было расписано художником Д. И. Глущенко. По инициативе военнослужащих Приамурского военного округа для собора была заказана чтимая в Китае икона Божией Матери «Албазинская». После ремонта в 1913 году храм был освящён архиепископом Владивостокским и Приморским Евсевием (Никольским).
В 1922 году с учреждением в Харбине самостоятельной Харбинско-Маньчжурской епархии церковь получила статус кафедрального собора, а должность настоятеля была преобразована в должность ключаря. В 1923 году в соборе был освящён придел в честь иконы Божией Матери «Нечаянная Радость».
По воспоминаниям харбинского священника Николая Падерина:

В центре, на площади скрещения двух главных улиц Нового города, находился деревянный, небольшой, но стильный и благолепный Свято-Николаевский кафедральный собор, можно сказать, глава церковного организма Харбинской епархии. Он, если так можно выразиться, был отцом всех церквей епархии и таким именно почитанием пользовался со стороны всех. Вся богослужебная сторона знаменательных церковных событий в жизни епархии в самой торжественной обстановке осуществлялась именно в соборе; да и в обычное время он неизменно привлекал к себе сердца верных своей уставной строгостью, торжественностью, благодатной молитвенностью. Соборный образ святителя Николая был глубоко почитаемой святыней всех харбинцев; собор и образ святителя Николая в сознании верующих были неотделимы.

В 1941 году на Соборной площади, в непосредственной близости от собора, был возведён Памятник борцам с Коминтерном.
Разрушение храма в ходе «культурной революции» описал Владимир Левицкий в своей книге «Пристань на Сунгари»:

18-го августа 1966 года в Св. Николаевском соборе совершалось торжественное всенощное бдение. В то же время на площади между отелем «Нью Харбин» и Московскими рядами хунвейбины собрали многолюдный митинг, на котором, как потом стало известно, решалась судьба Собора и всех харбинских церквей. Казалось, ничто не предвещало скорого злодеяния. На другой день, 19-го августа, был праздник Преображения Господня и служилась литургия. Никто не думал, что это будет последней литургией в Соборе.
Служил её о. Стефан У, последний настоятель Собора. Во время службы в Собор вошло несколько молодых китайцев, говорящих по-русски. Отрекомендовавшись студентами Пекинского политехнического института, молодые люди попросили разрешения подняться на хоры, где они простояли всю литургию, с интересом следя за ходом богослужения. Прощаясь, они сказали, что им здесь понравилось и они придут ещё. <…> Утром 23-го августа 1966 года, в разгар «культурной революции», хунвейбины, возглавляемые студентами Пекинского политехнического института, с барабанным боем, с плясками и криками победы ворвались в Св. Николаевский кафедральный собор с явным намерением учинить разгром и не оставить «камня на камне».
Весть о действиях хунвейбинов быстро разнеслась по городу, и кто мог поспешили к Собору с надеждой уладить дело и предотвратить то, что казалось ещё простым недоразумением. <…> Чем ближе мы, однако, подходили, тем более явно убеждались, что тревога была не напрасной. То, что пришлось видеть, вселило в душу ужас: гремели барабаны, слышались крики и завывания толпы, шёл дым… Ограда Собора была заполнена хунвейбинами. Одни из них карабкались на крышу Собора, чтобы поставить там красные знамёна, другие выносили изнутри наши святыни и швыряли их в разожжённые костры, где все сгорало, сверкая на солнце. Горело два больших костра — один в ограде Собора, другой у входа в Иверскую часовню. На этих кострах были сожжены все иконы Собора и часовни, в том числе образ Святого Николая-Чудотворца, стоявший многие годы на харбинском вокзале, затем в Иверской часовне и, незадолго до злодеяния, перенесённый в Собор. В тот же день были сожжены все снятые иконы, находившиеся в закрытом в то время Св. Алексеевском храме в Модягоу и в Свято-Иверском храме на Офицерской улице. Во время сожжения колокола всех трёх храмов не переставали звонить и звонили все последующие дни, терзая душу верующих — это китайские хулиганы дорвались до недосягаемого им прежде и упивались теперь торжеством.
На другой день, 24-го августа, началась разборка крыши и стен Собора. Сначала, с помощью пожарных лестниц, разобрали главный шатёр и окружающие его кровли и купола. Затем приступили к бревенчатым стенам, с которыми покончили молниеносно. 27-го августа, в канун Успения, от Собора уже не осталось ничего, кроме фундамента. На его месте был выстроен очень высокий памятник, посвященный «борцам культурной революции». Через несколько лет, когда «культурная революция» уже потеряла свою популярность, он был разрушен. Теперь на этом месте устроен сквер: разбиты клумбы с цветами, проведены посыпанные песком дорожки, устроен фонтан. Этот сквер, утопающий летом в цветах, напоминает большую могилу в память Собора, могилу без креста.

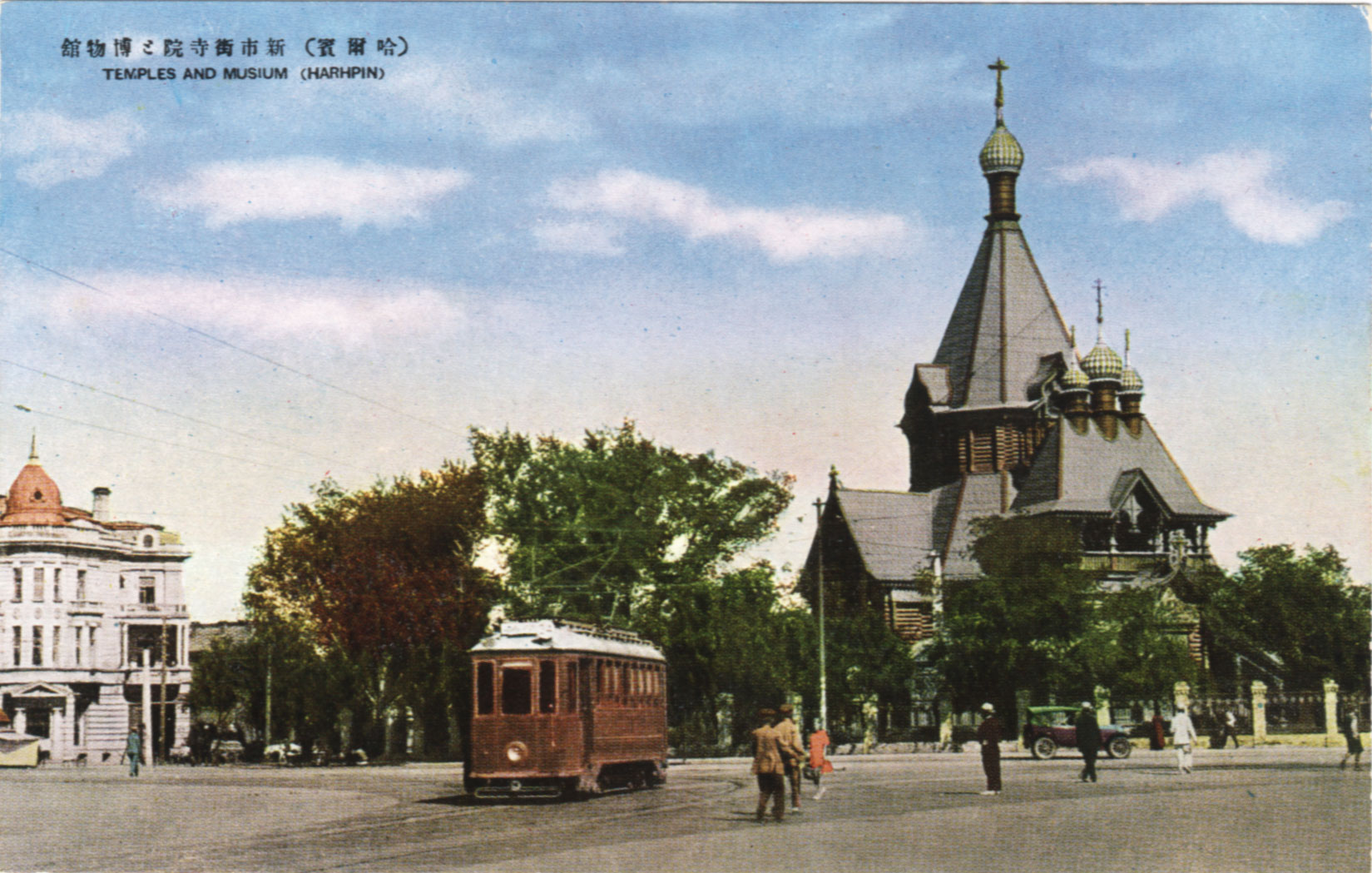
Никольский собор. 1940-е годы

«На месте сожжённого собора была устроена площадка, засаженная цветами в клумбах, и которая превратилась в территорию прогулок и развлечений жителей Харбина, какими являлись в основном китайцы, так как иностранцев в городе почти не осталось».

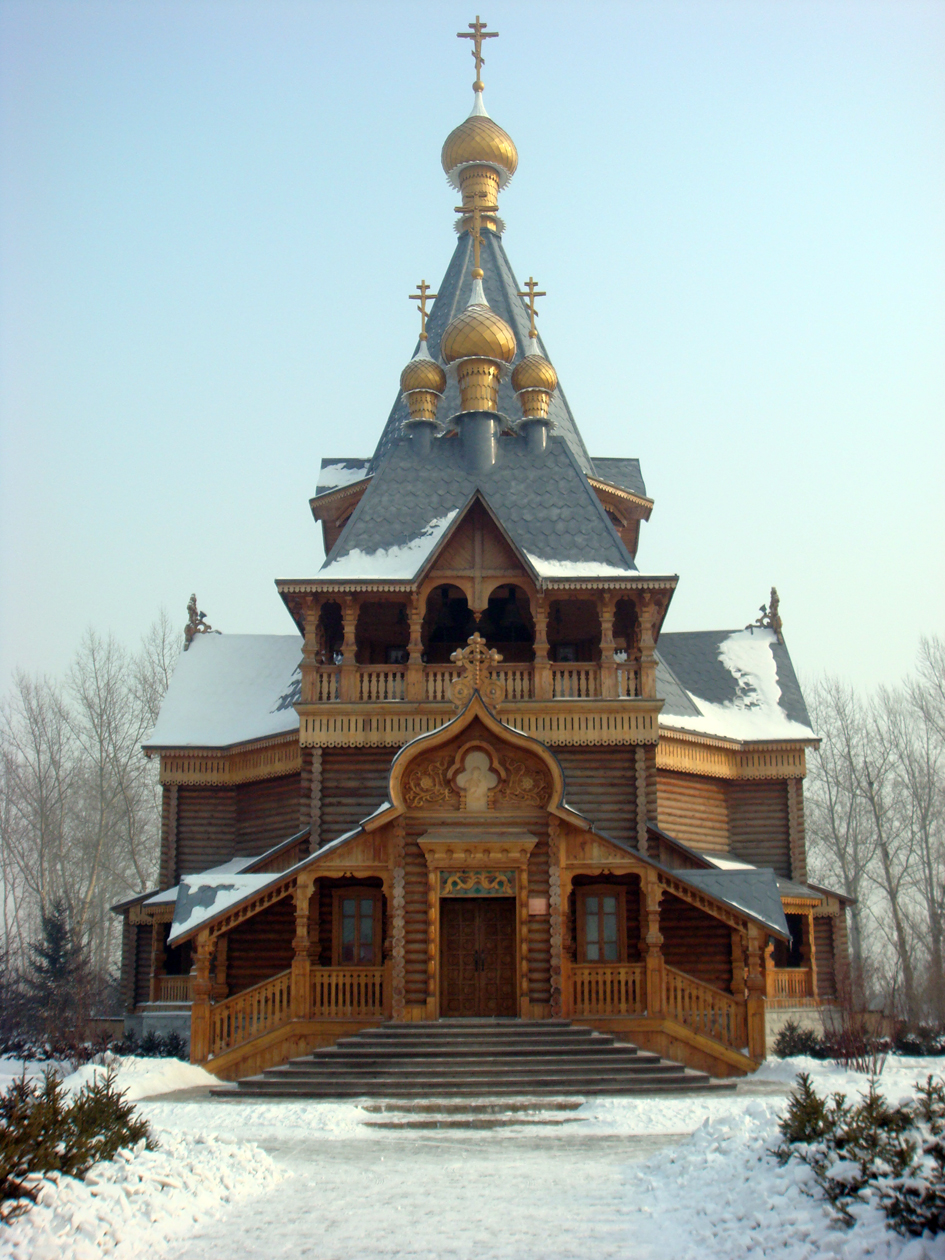
Реконструкция собора. Туристический комплекс "Усадьба «Волга» (Volga Manor) в пригороде Харбина, 2009 год

Восстановлен в конце 2009 году в пригороде Харбина на частном участке китайского предпринимателя Хуана Цзу Сяна по проекту российского архитектора Николая Петровича Крадина. Из-за отсутствия общины используется как туристический объект. Как отмечала Юлия Дудкина, «Новый храм не освящён, молиться в нём некому — в „Волгу“ приезжают туристы из Китая, Малайзии и с Филиппин. Для них церковь — аттракцион».

## Клир
настоятели
- 1900—1903 — Александр Журавский
- 1903—1906 — Петр Богданов
- 1906—1937 — Леонтий Пекарский
- 1937—1956 — Никандр (Викторов)
- 1956—1957 — Валентин Барышников
- 1958—1966 — Аникита Ван

ключари
- 1922—1924 — Петр Рождественский
- 1924—1931 — Аристарх Пономарёв
- 1931—1937 — Леонид Викторов
- 1937—1948 — Виктор Гурьев
- 1948—1956 — Симеон Коростелёв и. о., диакон

штатные священники:
- Иоанн Володкович (1905—1911)
- Константин Цивилев (1908—1916)
- Михаил Тригубов (1911—1917)
- Николай Певцов (1916—1922)
- Александр Онипкин (1917—1927)
- Сергий Лебедев (1922—1940)
- Леонид Викторов (1923—1925)
- Сергий Брадучан (1925—1928)
- Леонид Викторов (1923—1925)
- Аристарх Пономарёв (1931—1937)
- Георгий Чернавин (1937—1940)
- Тихон Ильинский (1940—1947)
- Петр (Мыльников) (1940—1953)
- Владимир Светлов (1941—1945)
- Василий Барышников (1946—1956)
- Василий Чувашев (1947—1949)
- Иоанн Шачнев (1948—1953)
- Николай Падерин (1953—1956)
- Иоанн Заерко (1953—1956)

сверхштатные священники:
- Николай Вознесенский (1920—1923)
- Марин Коровин (1922—1923)
- Константин Люстрицкий (1923—1925)
- Николай Михайлов (1923—1925)
- Сергий Брадучан (1923—1925)
- Ипполит Фофанов (1924—1926)
- Димитрий Стрельников (1931—1941)

штатные диаконы:
- Порфирий Петров (1906—1922)
- Михаил Норин (1920—1928)
- Никола Овчинкин (1922—1948)
- Симеон Коростелев (1928—1956)
- Игорь Марков (1948—1955)
- Глеб Гуляев (1956—1957)

сверхштатные диаконы:
- Аркадий Долгополов (1920—1927)
- Димитрий Карзанов (1920—1927)
- Петр Котляров (1920—1925)